# Kostel svatého Havla (Kuřívody)
Kostel svatého Havla v Kuřívodech na Českolipsku byl postaven v 13. století. Později byl přestavován i poničen, byla mu přistavěna kostelní věž, nyní je pozvolna opravován. Je chráněn jako kulturní památka České republiky.

## Historie

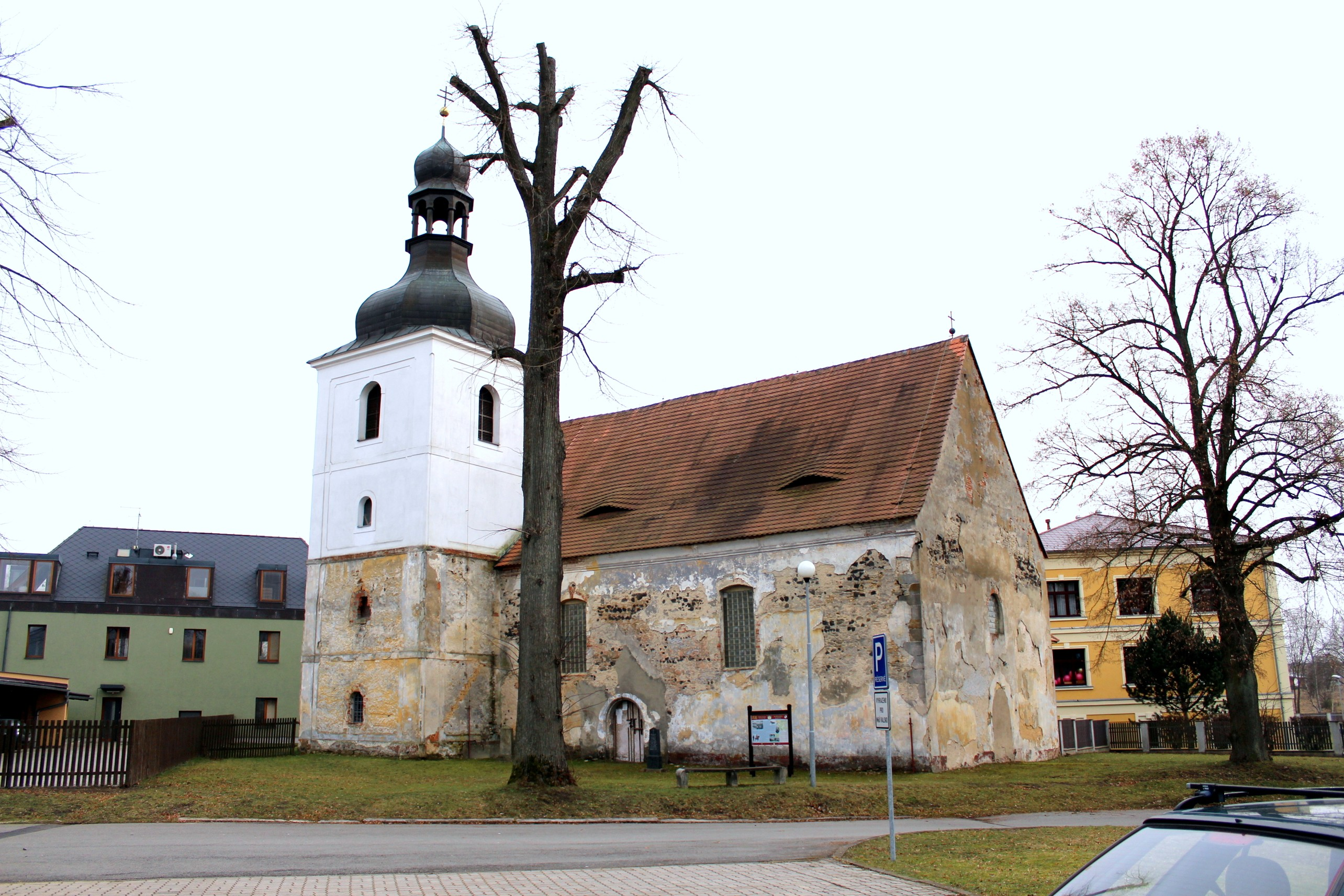
Kostel sv. Havla

Kostel byl postaven kolonizátory pustého území kolem poloviny 13. století v raně gotickém slohu a byl roku 1279 zmiňován jako místo, kde se mohla pomodlit česká královna-vdova Kunhuta, vězněná na hradě Bezděz se svým malým synem Václavem. Když se později Václav II. stal českým králem, stal se kostel filiálním.
Počátkem 17. století byla zdejší farnost ve správě luteránských pastorů, zpět římským katolíkům se dostal v roce 1624. O sto let později byl značně přestavěn zásluhou hraběnky Margarety z Valdštejna.
Po roce 1947 byly Kuřívody začleněny do Vojenského prostoru Ralsko. Postupně byla část vnitřního vybavení odvezena mimo obec, oltář do Struh u Svojan, křtitelnice, kříž a obrazy do Bělé pod Bezdězem. V období let 1968 až 1991 bylo okolní vojenské území ve správě sovětských vojsk. V tomto období byl v chátrajícím kostele sklad zeleniny.
Duchovní správci kostela jsou uvedeni na stránce: Římskokatolická farnost Kuřívody.

## V 21. století
Kostel, zapsaný v ústředním seznamu kulturních památek ČR pod číslem 32967/5-3488, je ve vlastnictví římskokatolické církve a přináleží k římskokatolické farnosti Kuřívody, která organizačně spadá do českolipského vikariátu litoměřické diecéze. Mše jsou pravidelně slouženy v neděli odpoledne.

### Objev gotických maleb
Po roce 1990 byla opravena střecha a kostelní věž. Při rekonstrukci kostela svatého Havla v Kuřívodech byly v roce 2011 odkryty dvě vrstvy gotických nástěnných maleb z 13. a 14. století. Některé dochované části výzdoby kostela jsou v Česku unikátní. V prostoru klenby je zjednodušeně vyobrazeno nebe s hvězdami a souhvězdími. Tato starší malba byla později překryta vápenným nátěrem, na němž jsou mladší malby, které pokrývají nejen klenbu, ale i stěny presbytáře. Pod výjevem obětování v chrámu a postavou sv. Doroty je torzo pásu vinné révy, na východní stěně se zachovala postava archanděla Michaela vážícího duše hříšníků, přičemž misku vah se zavrženou duší doprovází ďábel, misku s vykoupenou duší pak anděl. Mladší vrstvu lze datovat do dvacátých let 14. století. Vyobrazení sv. Doroty a výjev obětování v chrámu se kvalitou vyrovnají nástěnným malbám v kapli na hradě Houska.
Nález středověkých nástěnných maleb v kostele sv. Havla v Kuřívodech byl nominován do celostátního kola prvního ročníku ceny Národního památkového ústavu Patrimonium pro futuro za rok 2013 jako příklad dobré památkářské praxe v kategorii objev roku.

### Pomníky obětem prusko-rakouské války
Přímo před vstupní částí kostela stojí dva kamenné pomníky rakouským a pruským císařským vojákům, obětem vojenské srážky, k níž došlo 26. června 1866 u Kuřívod (Eugen Jarič, Josef Wagner a 2 neznámí vojáci a pruský hejtman Gustav Moldenhawer a několik dalších vojáků).

## Galerie

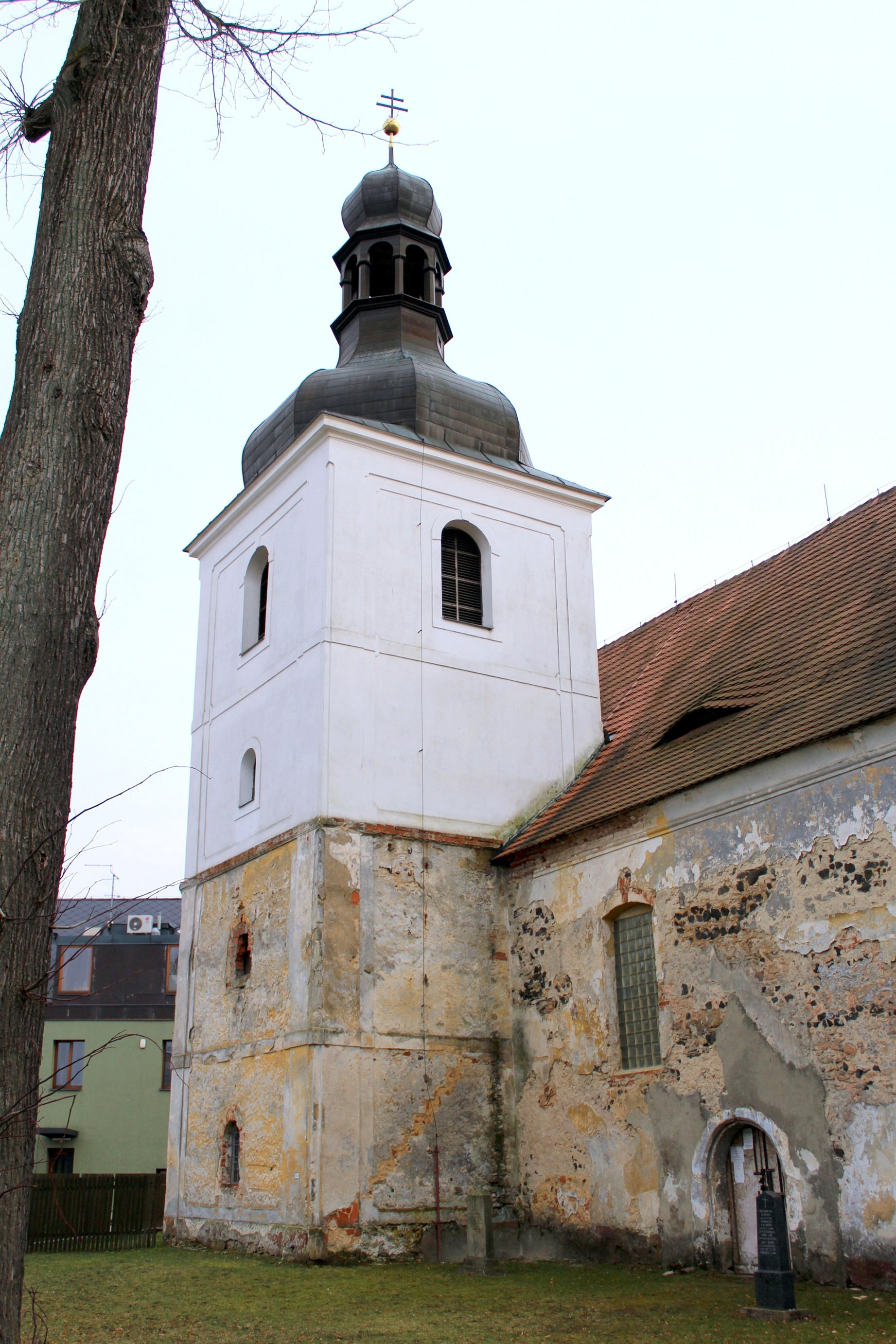
Věž kostela
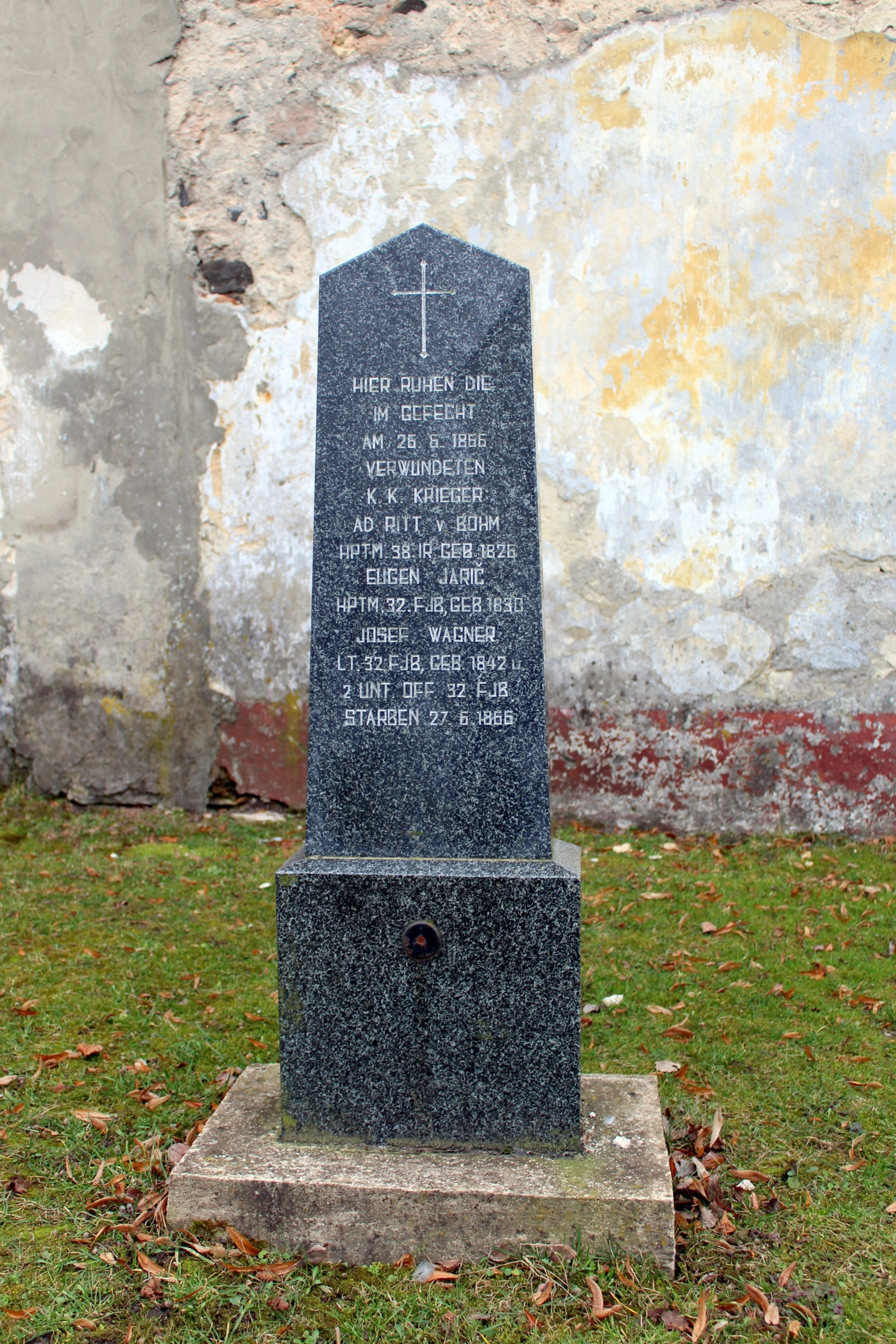
Pomník vojákům c. k. armády
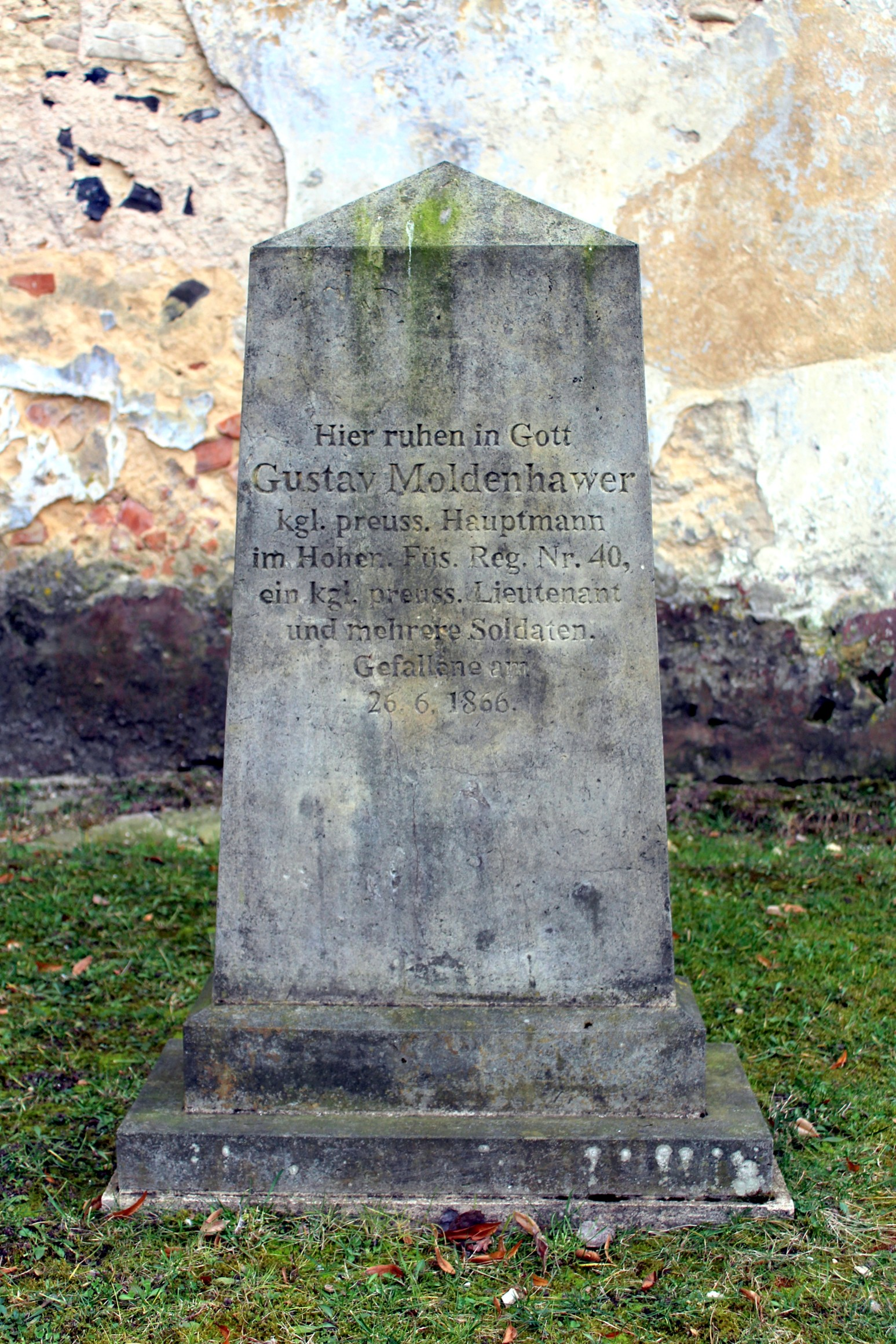
Pomník vojákům pruské armády